# StealthNet
StealthNet — Свободный P2P-клиент с открытым исходным кодом для анонимного файлообмена в сети RShare. Для корректной работы требуется установленный пакет .NET Framework.

## Особенности
- Возобновление прерванных загрузок;
- Работа с файлами и каталогами в режиме реального времени;
- Многоязычность;
- Поиск файлов по расширению;
- Шифрование трафика с использованием алгоритма AES;
- Хеширование с использованием алгоритма SHA-1;
- Легкость в освоении и простота использования;
- Поддержка нескольких загрузок одновременно;
- Встроенная защита от флуда;
- Поддержка Mono.